# マリア・ユゼファ・ヴェッセル
マリア・ユゼファ・ヴェッセル（Maria Józefa Wessel, 1685年頃 - 1765年1月4日）は、元ポーランド王子コンスタンティ・ヴワディスワフ・ソビェスキの妻。

## 生涯
オストロヴィエツ（Ostrowiec）の代官スタニスワフ・ヴェッセル（Stanisław Wessel）と妻バーバラ・シュターレンベルク（Barbara Starhemberg）の間の娘。母がポーランド王ヤン3世ソビェスキの娘テレサ・クネグンダのガヴァネスを務めており、ソビェスキ家と主従関係にあった。おそらく、1702年より亡き王の長男ヤクプ・ルドヴィク・ソビェスキの所領オワヴァ公領の小宮廷に出仕した。
1708年11月、グダニスクでソビェスキ家の末子コンスタンティ・ヴワディスワフ・ソビェスキと結婚。この婚姻はソビェスキ家の親族、特に姑の元王妃マリシェンカの反対に遭った。結婚後まもなく夫は彼女を置いて家を出てゆき、1711年には婚姻の解消に向けた手続きを始めた。マリア・ユゼファもこれに応じ、1719年5月までにマリシェンカ王妃の建てたワルシャワの秘跡修道院に入り、婚姻解消の手続きを進めようとした。
1720年、夫はマリア・ユゼファの住まいとして廷臣フランチシェク・マントイフェル＝キェウピンスキ（Franciszek Manteuffel-Kiełpiński）からワルシャワ市内の邸宅を購入した。1724年、婚姻解消手続きは停止され、婚姻は有効なままとなった。1725年11月には夫婦間の財産継承贈与に関する契約が結ばれた。同年末、マリア・ユゼファは男児を死産したという説があるが、おそらく事実ではない。1726年7月26日にコンスタンティは死去した。
1727年春、マリア・ユゼファは義兄ヤクプ・ルドヴィク・ソビェスキと財産契約を結び、1年半に限ってコンスタンティの遺領だったジュウキェフ、ポモジャニ及びタルノーポリを管理する権利を認められた。彼女は契約期限の切れた1729年1月にジュウキェフ城を去ってルヴフに移った。さらにシレジアのピリツァに城を買い、近隣の13の村落を合わせて購入した。1731年から1740年にかけ、マリア・ユゼファはピリツァ城を居館として使用するため大々的に改築した。またピリツァにフランシスコ会系の修道院を建てた。
1753年、甥のテオドール・ヴェッセルに所領を売却し、再びワルシャワの秘跡修道院での修道生活に入った。1761年1月4日同院で乳がんのため死去、遺産は甥や姪に譲られた。埋葬式は1761年1月7日、ワルシャワ新市街聖カジミェシュ教会で行われた。彼女の墓碑は1944年のワルシャワ蜂起に伴うドイツ軍の空襲で破壊された。

## 引用・脚注
1. 1 2  Sikorski, p. 195
2. ↑  Skrzypietz, p. 298
3. ↑  Skrzypietz, pp. 298–299, 302
4. ↑  Sikorski, p. 197
5. ↑  Skrzypietz, p. 308
6. ↑  Skrzypietz, p. 310; Sikorski, p. 197
7. ↑  Sikorski, pp. 197-198
8. ↑  Sikorski, pp. 198–199